# Yves-Marie Péan
Yves-Marie Péan CSC (ur. 25 maja 1954 w Pilate) – haitański duchowny katolicki, biskup diecezjalny Les Gonaïves od 2003.

## Życiorys
16 października 1983 otrzymał święcenia kapłańskie w Kongregacji Świętego Krzyża. Pełnił funkcje m.in. dyrektora scholastykatu w Port-au-Prince, a także rektora filozoficznej części seminarium w tymże mieście.
21 maja 2002 papież Jan Paweł II mianował go koadiutorem biskupa Les Gonaïves. Sakry biskupiej udzielił mu ówczesny metropolita Cap-Haïtien abp François Gayot SMM. Sukcesję przejął 30 lipca 2003 roku.